# Mùa bão Bắc Ấn Độ Dương 2019
Mùa bão Bắc Ấn Độ Dương 2019 là một sự kiện đang diễn ra trong chu kỳ hình thành bão nhiệt đới hàng năm. Mùa bão ở Bắc Ấn Độ Dương không có giới hạn chính thức, nhưng các cơ bão có xu hướng hình thành từ tháng 4 đến tháng 12, với hai đỉnh điểm vào tháng 5 và tháng 11. Những ngày này thường phân định thời kỳ mỗi năm khi hầu hết các cơn bão nhiệt đới hình thành ở phía bắc Ấn Độ Dương. Cơn bão mang tên đầu tiên của mùa, Pabuk, đã đi vào khu vực vào ngày 4 tháng 1, trở thành cơn bão nhiệt đới hình thành sớm nhất ở Bắc Ấn Độ Dương được ghi nhận.
Phạm vi của bài viết này được giới hạn ở Ấn Độ Dương ở Bắc bán cầu, phía đông của Sừng châu Phi và phía tây bán đảo Malay. Có hai vùng biển chính ở Bắc Ấn Độ Dương - Biển Ả Rập ở phía tây tiểu lục địa Ấn Độ, viết tắt ARB của Cục Khí tượng Ấn Độ (IMD); và Vịnh Bengal ở phía đông, viết tắt BOB bởi IMD.

## Danh sách bão

### Bão xoáy Pabuk (Bão số 1)
Ban đầu là một cơn bão nhiệt đới hình thành trên Biển Đông vào ngày 1 tháng 1, Clausuk đã vào Vịnh Thái Lan hai ngày sau đó. Không lâu sau đó, Pabuk đã đổ bộ vào miền nam Thái Lan vào ngày 4 tháng 1 và vượt biển Andaman, và IMD đã khởi xướng các cố vấn về cơn bão, biến Clausuk thành cơn bão lốc xoáy hình thành sớm nhất cho lưu vực này, vượt qua Hibaru vào năm 2005, cũng như lần đầu tiên cơn bão lốc xoáy với một cái tên ban đầu được gán bởi RSMC Tokyo. Trong vài ngày, Clausuk tiếp tục di chuyển theo hướng tây tây bắc, trước khi suy yếu thành mức thấp rõ rệt vào ngày 7 tháng 1. Phần còn lại của hệ thống thấp sau đó chuyển sang phía đông bắc, sau đó tan dần vào ngày 8 tháng 1.

### Bão xoáy rất dữ dội Fani
Vào ngày 26 tháng Tư, một vùng áp suất thấp đã hình thành ở phía tây Sumatra, IMD bắt đầu theo dõi áp thấp này và đặt tên cho nó là BOB 02. Hệ thống từ từ tổ chức trong khi tiến về phía đông bắc. Vào ngày 27 tháng 4, lúc 00:00 UTC, IMD đã nâng cấp hệ thống lên mức Áp thấp sâu. Cuối ngày hôm đó, hệ thống tăng cường thành Bão nhiệt đới Fani. Sự phát triển của hệ thống  rất chậm trong vài ngày, khi độ đứt gió khá mạnh và nước chưa đủ ấm. Vào lúc 12:00 UTC ngày 29 tháng 4, Fani đã được nâng cấp thành một cơn bão mạnh, với hệ thống bắt đầu tăng cường nhanh chóng. Fani tiếp tục tăng cường nhanh chóng, trở thành một cơn bão xoáy cực kỳ dữ dội 17:00 UTC ngày 30 tháng 4.

### Bão xoáy rất dữ dội Vayu
Đầu tháng 6, một xung mạnh của Dao động Madden-Julian (MJO) đã theo dõi về phía đông vào Ấn Độ Dương nhiệt đới, dẫn đến tăng mây và mưa trên toàn khu vực. Vào ngày 9 tháng 6, Cục Khí tượng Ấn Độ (IMD) đã ghi nhận sự phát triển của một vùng áp thấp trên vùng biển phía đông nam Ả Rập, ở phía bắc của Maldives. Sáng sớm ngày 10 tháng 6, một vùng áp suất thấp đã hình thành ở biển Ả Rập, ngay phía tây bắc Maldives và IMD đã đặt tên cho nó là ARB 01. Khi hệ thống di chuyển về phía bắc, nó dần dần mạnh lên, trở thành một Áp thấp sâu, trước khi gia tăng mạnh hơn trở thành cơn bão Vạy vào cuối này hôm đó Sau khi được IMD nâng cấp thành cơn bão mạnh vào ngày 11 tháng 6 và đồng thời bởi JTWC thành cơn bão nhiệt đới cấp 1 trên thang gió bão Saffir xông Simpson (SSHWS), hệ thống bắt đầu một giai đoạn tăng cường nhanh chóng. Vayu đã mạnh lên thành một cơn bão lốc xoáy rất nghiêm trọng ngay sau đó và trở thành một cơn bão lốc xoáy rất nghiêm trọng đạt cấp 2 vào ngày 12 tháng Sáu khi nó tiếp cận đường bờ biển của bang Gujarat ở tây bắc Ấn Độ. Cuối ngày hôm đó, lúc 12:00 UTC, Vayu đạt cường độ cực đại cấp 3, với sức gió duy trì trong một phút là 185 km / giờ (115 dặm / giờ). Vào ngày 14 tháng 6, Vayu bắt đầu suy yếu, di chuyển từ từ về phía tây, cách xa bờ biển Gujarat do độ đứt gió rất mạnh. Vào ngày 16 tháng 6, một máng giữa vĩ độ tiếp cận đã làm suy yếu các khu vực có áp suất cao tập trung ở phía tây và đông bắc, nơi đã tái sinh mạnh Vayu về phía đông bắc. Khi suy yếu hơn nữa do bão lốc, dòng chảy phía nam ở mức thấp mạnh đã khiến hệ thống tăng tốc theo hướng đông bắc thông qua sự phá vỡ trong sườn núi áp suất cao, quay trở lại bờ biển Gujarat. Vào lúc 03:00 UTC ngày 17 tháng 6, Vayu suy yếu thành Áp thấp sâu, trước khi suy yếu thêm sáu giờ sau đó. Ngay sau đó, Vayu suy yếu thành một vùng thấp, ngay ngoài khơi Gujarat. Rất sớm vào ngày 18 tháng 6, tàn dư của Vayu đã đi qua bờ biển Gujarat và di chuyển vào đất liền, trước khi tan vào ngày 19 tháng Sáu.

### Áp thấp sâu BOB03
Vào ngày 6 tháng 8, một vùng trũng hình thành trên Vịnh Tây Bắc của Bengal, với IMD tạo ra cơn bão BOB 03. Ngay sau đó, hệ thống đã tăng cường vào một vùng trũng sâu, trong khi tiếp cận bờ biển phía bắc Odisha. Vào ngày 7 tháng 8, khoảng 08: 00 Từ09: 00 UTC, vùng trũng sâu đã đổ bộ dọc theo bờ biển phía bắc Odisha-Tây Bengal. Sáng sớm ngày 11 tháng 8, nó tiêu tan. Những cơn mưa lớn đã làm vùi dập nhiều Odisha, với sự tích lũy lên tới 382,6 mm (15,06 in) tại Lanjigarh. Lũ lụt trên khắp tiểu bang đã giết chết ba người, khiến hai người mất tích và ảnh hưởng tới 130.000 người khác. Tổng cộng có 2.081 ngôi nhà bị thiệt hại và 14.332 người phải sơ tán.

### Bão xoáy rất dữ dội Bulbul (Matmo) - Bão số 5
Vùng áp thấp của bão Matmo di chuyển sang khu vực Ấn Độ Dương vào ngày 2 tháng 11 và đã mạnh lên thành bão Bulbul.

## Mùa bão và tên bão
Trong lưu vực này, một cơn bão nhiệt đới được gán một cái tên khi nó được đánh giá là đã đạt đến cường độ Bão lốc với sức gió 65   km/h (40   mph). Tên được chọn bởi các thành viên của Hội đồng ESCAP / WMO về Bão nhiệt đới từ năm 2000 đến tháng 5 năm 2004, trước khi Trung tâm Khí tượng Chuyên ngành Khu vực ở New Delhi bắt đầu gán tên vào tháng 9 năm 2004. Không có sự nghỉ hưu của các tên bão nhiệt đới trong lưu vực này vì danh sách các tên chỉ được lên kế hoạch sử dụng một lần trước khi một danh sách tên mới được đưa ra. Nếu một cơn bão nhiệt đới có tên di chuyển vào lưu vực từ Tây Thái Bình Dương, nó sẽ giữ nguyên tên ban đầu của nó. Dưới đây là sáu tên có sẵn trong Danh sách các tên bão Bắc Ấn Độ Dương bên dưới. 
| - Fani - Vayu | - Hikaa - Kyarr | - Maha - Bulbul |

Pabuk đi vào lưu vực từ vịnh Thái Lan như một cơn bão nhiệt đới; tên của nó được gán bởi Cơ quan Khí tượng Nhật Bản.

## Tổng quan
Đây là bảng tất cả các cơn bão trong mùa bão năm 2019 ở Bắc Ấn Độ Dương. Nó đề cập đến tất cả các cơn bão của mùa và tên, thời gian, cường độ cực đại của chúng (theo thang bão IMD), thiệt hại và tổng số tử vong. Tổng thiệt hại và tử vong bao gồm thiệt hại và tử vong gây ra khi cơn bão đó là sóng tiền thân hoặc xoáy thuận ngoại nhiệt đới, và tất cả các con số thiệt hại là vào năm 2019 USD.
| Tên                            | Ngày hoạt động           | Cấp bão                | Sức gió (3 phút)   | Áp suất thấp nhất     | Khu vực bị ảnh hưởng                           | Thiệt hại      | Số người chết | Tham khảo                     |
| ------------------------------ | ------------------------ | ---------------------- | ------------------ | --------------------- | ---------------------------------------------- | -------------- | ------------- | ----------------------------- |
| Pabuk                          | 4 tháng 1 - 7 tháng 1    | Bão xoáy               | 85 km/h (50 mph)   | 998 hPa (29.47 inHg)  | Thái Lan, Myanmar, Quần đảo Andaman            | Không có       | Không có      |                               |
| Fani                           | 26 tháng 4 - 4 tháng 5   | Bão xoáy cực kỳ dữ dội | 215 km/h (130 mph) | 932 hPa (27.52 inHg)  | Sumatra, Sri Lanka, Ấn Độ, Bangladesh, Bhutan  | $8,1 tỷ        | 89            | [ 4 ] [ 5 ] [ 6 ] [ 7 ] [ 8 ] |
| Vayu                           | 10 tháng 6 - 17 tháng 6  | Bão xoáy rất dữ dội    | 150 km/h (90 mph)  | 970 hPa (28.64 inHg)  | North Maldives, Ấn Độ, Nam Pakistan, Đông Oman | $140 nghìn     | 8             | [ 9 ] [ 10 ] [ 11 ]           |
| BOB 03                         | 6 tháng 8 - 11 tháng 8   | Áp thấp sâu            | 55 km/h (35 mph)   | 988 hPa (29.18 inHg)  | East India, Bangladesh                         | Không rõ       | 3             | [ 12 ]                        |
| Hikaa                          | 22 tháng 9 - 25 tháng 9  | Bão xoáy rất dữ dội    | 140 km/h (85 mph)  | 978 hPa (28.88 inHg)  | Gujarat, Oman, Saudi Arabia                    | không rõ       | 6             |                               |
| LAND 01                        | 30 tháng 9 - 1 tháng 10  | Áp thấp nhiệt đới      | 45 km/h (30 mph)   | Not specified         | Gujarat                                        | không có       | không có      |                               |
| Kyarr                          | 24 tháng 10 - 1 tháng 11 | Siêu bão xoáy          | 240 km/h (150 mph) | 922 hPa (27.32 inHg)  | Tây Ấn Độ, Yemen                               | không có       | không có      |                               |
| Maha                           | 30 tháng 10 - 8 tháng 11 | Bão xoáy rất dữ dội    | 185 km/h (115 mph) | 956 hPa (28.23 inHg)  | không có                                       | không có       | không có      |                               |
| Bulbul (Matmo)                 | 5 tháng 11 - 6 tháng 11  | Bão xoáy rất dữ dội    | 145 km/h (80 mph)  | 980 hPa (28.94 inHg)  | Myanmar, Ấn Độ, Bangladesh                     | $3.38 tỷ       | 41            |                               |
| 07A                            | 3 tháng 12 – 5 tháng 12  | Áp thấp sâu            | 55 km/h (35 mph)   | 1002 hPa (29.53 inHg) | Tamil Nadu                                     | Không xác định | 25            | [ 13 ]                        |
| 08A                            | 8 Tháng 12 – 10 tháng 12 | Áp thấp sâu            | 55 km/h (35 mph)   | 1004 hPa (29.53 inHg) | Socotra, Somalia                               | Không có       | Không có      |                               |
| Tổng tỷ số mùa bão             |                          |                        |                    |                       |                                                |                |               |                               |
| 12 hệ thống (Kyarr mạnh nhất!) | 4 tháng 1;– 10 tháng 12  |                        | 240 km/h (150 mph) | 922 hPa (27.32 inHg)  |                                                | $11,5 tỷ       | 173           |                               |